# Megina
Megina – gmina w Hiszpanii, w prowincji Guadalajara, w Kastylii-La Mancha, o powierzchni 27,89 km². W 2011 roku gmina liczyła 48 mieszkańców.